# Векшина
Векшина́ (рос. Векшина) — присілок у складі Гаринського міського округу Свердловської області.
Населення — 3 особи (2010, 10 у 2002).
Національний склад населення станом на 2002 рік: росіяни — 100 %.